# آرثر ريندركنيش
آرثر ريندركنيش (ولد في 23 يوليو 1995) هو لاعب تنس فرنسي. حصل على تصنيف فردي من بطولة رابطة محترفي التنس على مستوى العالم رقم 42 الذي تم تحقيقه في 31 أكتوبر 2022.